# Station Almere Oostvaarders
Station Almere Oostvaarders is een spoorwegstation in Almere. Bij de aanleg van de Flevolijn werd dit viersporige viaductstation al in ruwbouw aangelegd (werktitel Almere Buiten Oost), en gebruikt als keerpunt voor een deel van de treinen uit Amsterdam Centraal. Toen in december 2004 de halte in gebruik werd genomen, werd het de eindhalte voor de stoptreinen uit de richtingen Utrecht Centraal en Amsterdam Centraal.
Het station bestaat uit twee eilandperrons. Bij de ingebruikname is er wegens geldgebrek geen overkapping gebouwd. Er bestaan wel plannen deze later alsnog te bouwen. Op het stationsplein bevindt zich een busstation waar twee lijnen van de stadsdienst vertrekken.
Station Almere Oostvaarders ligt aan de noordoostelijke rand van Almere Buiten, tussen de Oostvaardersbuurt en de Eilandenbuurt en buiten Almere is ook nog het natuurgebied de Oostvaardersplassen te vinden.

## OV-chipkaart
Dit station is afgesloten met OVC-poorten.

## Verbindingen
De volgende treinseries stoppen in Almere Oostvaarders:
| Serie | Treinsoort    | Route | Bijzonderheden                                                                                    |
| ----- | ------------- | --- | ------------------------------------------------------------------------------------------------- |
| 4300  | Sprinter (NS) | Den Haag Centraal – Leiden Centraal – Schiphol Airport – Amsterdam Zuid – Weesp – Almere Centrum – Almere Buiten – Almere Oostvaarders – Lelystad Centrum |                                                                                                   |
| 4600  | Sprinter (NS) | Amsterdam Centraal – Weesp – Almere Centrum – Almere Buiten – Almere Oostvaarders                                                                         | Rijdt niet na circa 20:00 uur, op zaterdag voor circa 9:00 uur en op zondag voor circa 10:00 uur. |

## Busvervoer
Op Almere Oostvaarders komen de buslijnen:

### Metrobussen
| Lijn | Lijn        | Route                                  | Via | Opmerkingen |
| ---- | ----------- | -------------------------------------- | --- | --- |
| M2   | Buitenmetro | Station Centrum - Stripheldenbuurt     | Staatsliedenwijk, Waterwijk, Bouwmeesterbuurt, Molenbuurt, Station Buiten, Seizoenenbuurt, Oostvaardersbuurt, Station Oostvaarders, Sieradenbuurt          | Rijdt tussen station Almere Oostvaarders en Stripheldenbuurt in een lagere frequentie, rijdt bij Station Centrum verder als buslijn M1 . Rijdt op zaterdagnacht 24 uur per dag op een deel van de route. |
| M7   | Parkmetro   | Station Centrum - Station Oostvaarders | Flevoziekenhuis, Parkwijk, Station Parkwijk, Tussen de Vaarten, Landgoederenbuurt, Faunabuurt, Bloemenbuurt, Station Buiten, Regenboogbuurt, Eilandenbuurt | Rijdt op zaterdagnacht 24 uur per dag op een deel van de route. |

## Ontwikkeling aantal reizigers
Het aantal door NS vervoerde reizigers (per gemiddelde werkdag) ontwikkelde zich sedert 2019 als volgt:
| Jaar | Aantal reizigers |
| ---- | ---------------- |
| 2019 | 4.531            |
| 2020 | 2.586            |
| 2021 | 2.495            |
| 2022 | 3.157            |
| 2023 | 3.849            |
| 2024 | 3.478            |

## Afbeeldingen

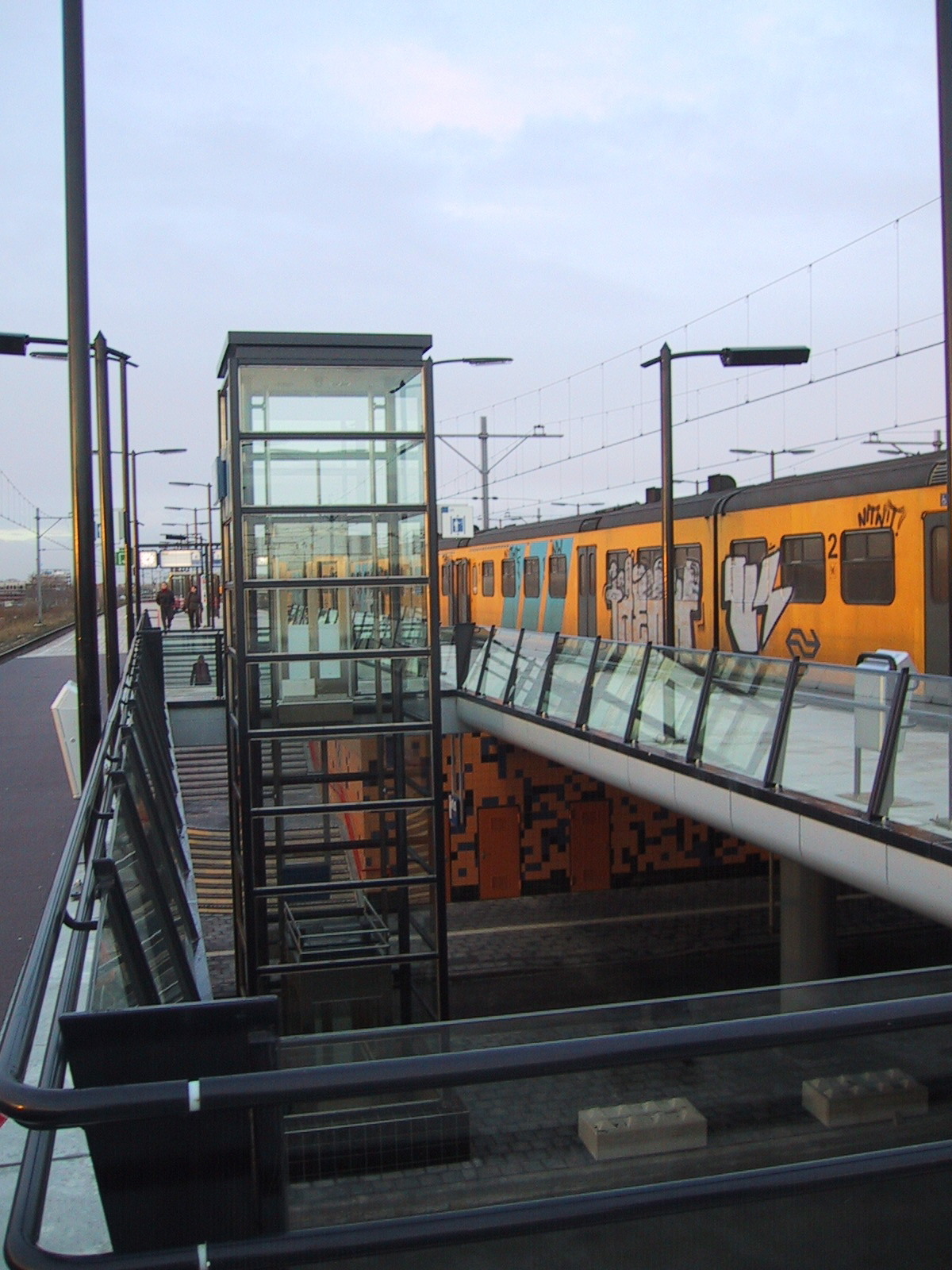
Het station in 2006
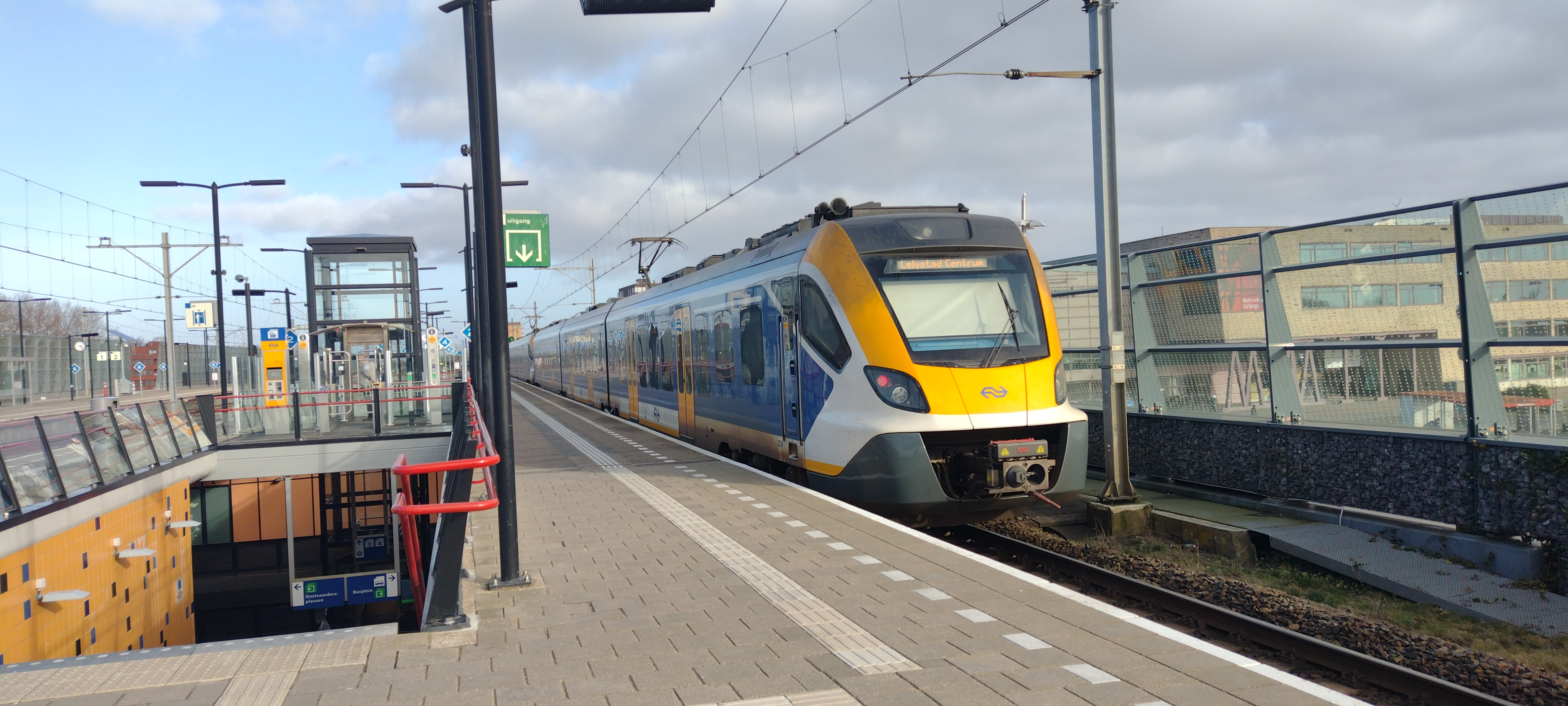
SNG naar Lelystad vertrekt vanaf het station
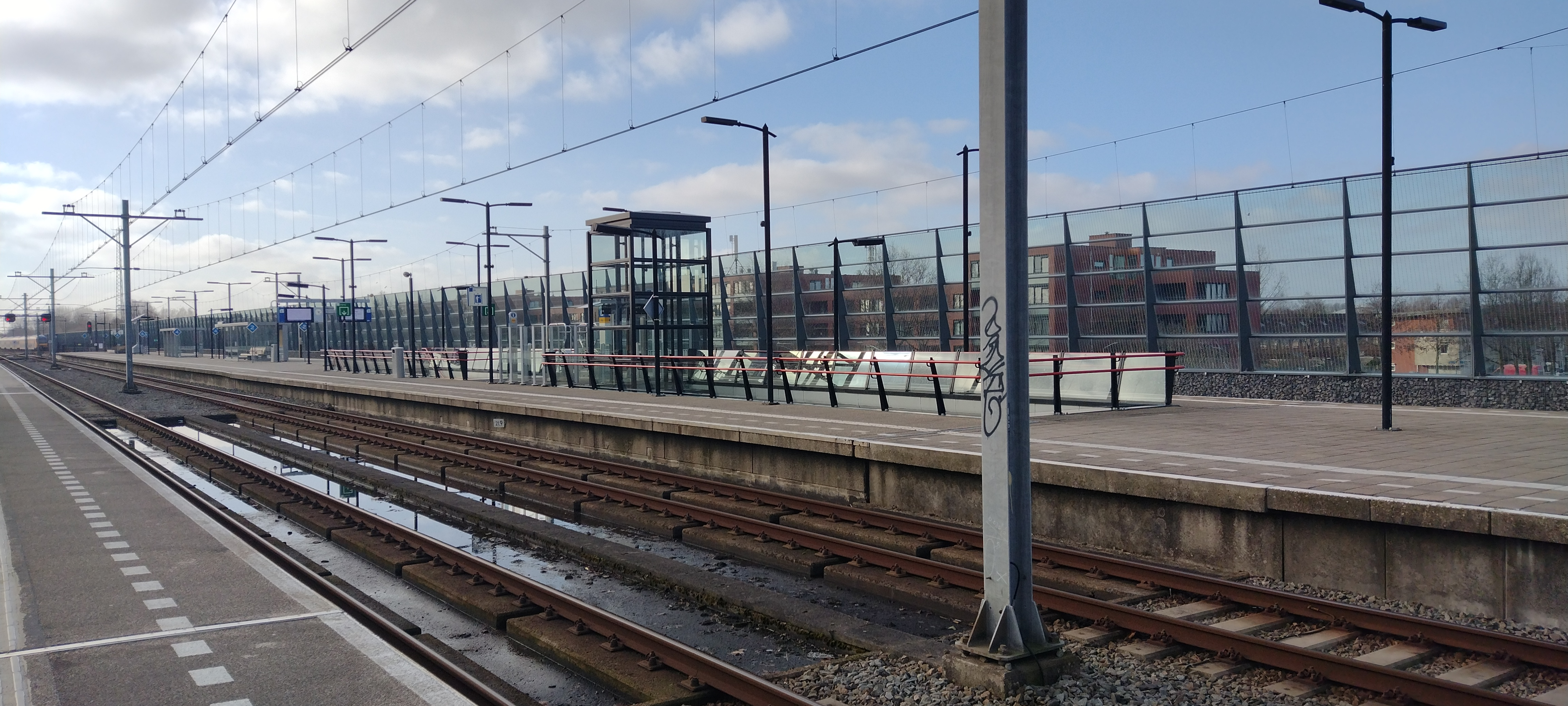
Perrons
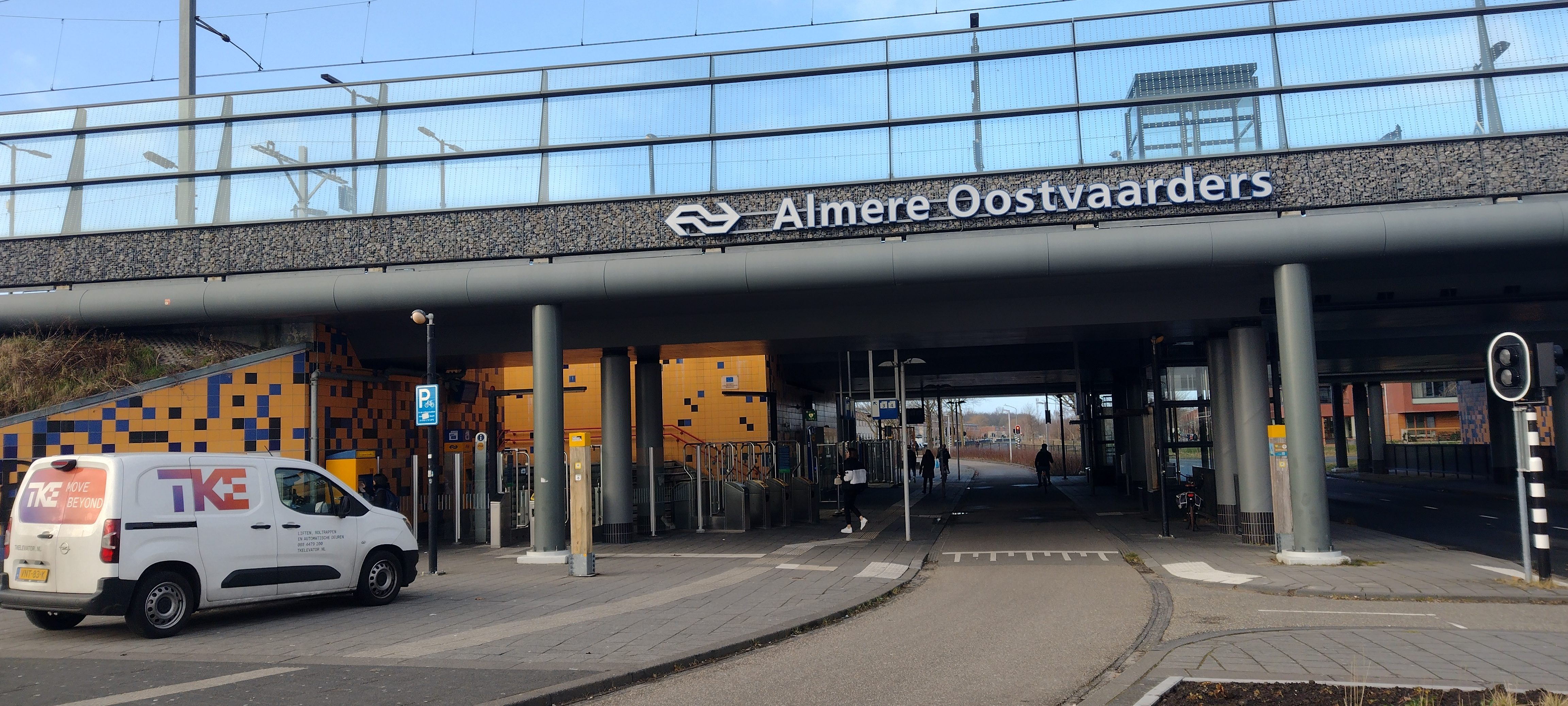
Viaduct

## Trivia
Het station heeft 17 jaar in ruwbouw klaargelegen voor gebruik, waardoor onkruid er welig tierde. Het station werd daarom schertsend "Almere Onkruid" of "Almere Spook" genoemd.
0: Weesp · 
7: Almere Strand ·
12: Almere Poort ·
13: Almere Muziekwijk ·
15: Almere Centrum ·
17: Almere Parkwijk ·
20: Almere Buiten ·
22: Almere Oostvaarders ·
38: Lelystad Zuid ·
40: Lelystad Centrum
Almere:
-Buiten ·
-Centrum ·
-Muziekwijk ·
-Oostvaarders ·
-Parkwijk ·
-Poort ·
Dronten ·
Lelystad Centrum